# Scarus falcipinnis
Scarus falcipinnis là một loài cá biển thuộc chi Scarus trong họ Cá mó. Loài này được mô tả lần đầu tiên vào năm 1868.

## Từ nguyên
Từ định danh của loài được ghép bởi hai từ trong tiếng Latinh: falcatus ("có hình lưỡi liềm") và pinnis ("vây"), hàm ý đề cập đến hình dạng vây đuôi của cá đực.

## Phạm vi phân bố và môi trường sống
S. falcipinnis được ghi nhận ở bờ biển phía nam Oman và dọc theo bờ biển Đông Phi đến Mozambique (ghi nhận ở Somalia cần được xem xét lại), bao gồm các đảo quốc ở phía đông là Madagascar, Comoros, Seychelles, Réunion, Mauritius (và cả Rodrigues), xa hơn là đến quần đảo Chagos.
Môi trường sống của S. falcipinnis là các rạn san hô viền bờ, độ sâu đến ít nhất là 25 m.

## Mô tả
S. falcipinnis có chiều dài cơ thể tối đa được biết đến là 60 cm. Vây đuôi lõm ở cá cái và cá đực; cá đực có hai thùy đuôi dài tạo thành hình lưỡi liềm ở cá đực. Cá đực còn có thêm răng nanh ở phía sau phiến răng của hàm trên.
Cá cái có màu ô liu xám; vảy trên thân viền nâu. Thân lốm đốm nhiều chấm trắng, tập trung nhiều ở thân sau. Đầu có màu cam nhạt, chuyển sang đỏ tươi ở xung quanh miệng và bụng. Phiến răng trắng. Thân sau có nhiều chấm xanh óng. Cá đực có màu xanh lục lam sẫm, vảy có viền màu cam. Má có một vùng màu xanh lục lam sáng, tách thành hai sọc kéo dài lên mõm và dưới cằm, vùng màu xanh này còn lan rộng xuống ngực và bụng, cũng như vây hậu môn và kết thúc ở rìa dưới cuống đuôi. Phiến răng màu xanh.
Số gai vây lưng: 9; Số tia vây ở vây lưng: 10; Số gai vây hậu môn: 3; Số tia vây ở vây hậu môn: 9; Số tia vây ở vây ngực: 15–16.

## Sinh thái học
Thức ăn của S. falcipinnis chủ yếu là tảo. Loài này thường sống thành đàn và tập trung trên các rạn san hô. Tuổi thọ tối đa được ghi nhận ở S. falcipinnis là 10 năm tuổi.

## Thương mại
S. falcipinnis được đánh bắt để làm thực phẩm, chủ yếu được tiêu thụ tại địa phương. Chúng không phải là loài được nhắm mục tiêu thương mại.